# Dúbrava (Snina)
|  | Per a altres significats, vegeu «Dúbrava». |

Dúbrava és un poble i municipi d'Eslovàquia. Es troba a la regió de Prešov, al nord del país.

## Història
La primera referència escrita de la vila data del 1548.

## Demografia
| Godina             | 1994 | 2004   | 2014    | 2024   |
| ------------------ | ---- | ------ | ------- | ------ |
| Nombre de persones | 271  | 279    | 231     | 209    |
| Diferència         |      | +2,95% | −17,20% | −9,52% |

| Godina             | 2023 | 2024   |
| ------------------ | ---- | ------ |
| Nombre de persones | 202  | 209    |
| Diferència         |      | +3,46% |